# Dickson's Diamonds
Dickson's Diamonds è un cortometraggio muto del 1914 diretto da Langdon West.
Secondo episodio della serie Below the Dead Line.

## Produzione
Il film fu prodotto dalla Edison Company.

## Distribuzione
Distribuito dalla General Film Company, il film - un cortometraggio in una bobina - uscì nelle sale cinematografiche degli Stati Uniti il 21 novembre 1914.